# Gaston Schuind
Gaston Jean Julien Lucien Alfred Schuind (Stavelot, 10 november 1889 - Woutersbrakel , 25 maart 1948), ook Georges Schuind, was een Belgisch magistraat en secretaris-generaal van het ministerie van Justitie tijdens de Tweede Wereldoorlog.

## Levensloop
Schuind promoveerde tot doctor in de rechten aan de Universiteit van Luik en vestigde zich in 1913 als advocaat gespecialiseerd in strafrecht. In 1914 meldde hij zich als oorlogsvrijwilliger en in 1917 werd hij militair juridisch raadgever. Na de Eerste Wereldoorlog doorliep hij een carrière als magistraat, die hij beëindigde als raadsheer bij het hof van beroep in Brussel. Toen baron Antoine Ernst de Bunswyck werd afgezet, slaagden de overige secretarissen-generaal er in april 1941 in, met steun vanuit de magistratuur, Schuind als zijn opvolger door de Duitsers te doen aanvaarden. Men verhoopte dat deze katholieke magistraat een tegengewicht zou vormen voor de Vlaams-nationalistische secretaris-generaal van Binnenlandse Zaken, Gérard Romsée. Schuind stelde zich nochtans soepeler op tegenover de Duitsers dan zijn collega's hadden verwacht, in de geest van de politiek van het minste kwaad.
Dat belette niet dat de Duitsers eveneens moeite hadden met Schuind, van wie ze enerzijds vonden dat hij niet hard genoeg optrad tegen de aanslagen die het verzet pleegde en van wie ze anderzijds vonden dat hij de magistratuur niet streng genoeg in de pas deed lopen (als hij dat al gekund had). De bezetters vonden hem uiteindelijk een onbetrouwbare partner en toen hij protesteerde tegen het weghalen van de klokken uit de kerktorens, grepen ze deze gelegenheid aan om hem beroepsverbod op te leggen. Tijdens de laatste bezettingsmaanden werd hij opgevolgd door Robert de Foy.
Na de bevrijding begreep Schuind er niets van toen hij van collaboratie werd beticht, hij die zich als een verzetsheld beschouwde. Hij was van oordeel dat hij de magistratuur in grote mate had kunnen behoeden voor Duitse bemoeienis. Hij werd vooral vervolgd omdat hij hardnekkig de aanslagen van het verzet had achternagezeten, vooral dan de gewelddaden gepleegd door communistische partizanen, die hij steeds als terroristen had beschouwd. De krijgsraad veroordeelde hem tot vijf jaar gevangenis voor politieke collaboratie. Wegens zijn slechte gezondheid mocht hij de straf deels thuis uitzitten en weldra overleed hij.

## Publicatie
- Une principauté de l'ancien régime, Stavelot-Malmédy, Stavelot, 1914.